# Basílica del Sagrado Corazón Inmaculado de María
La Basílica del Sagrado Inmaculado Corazón de María es una iglesia de Roma. Dedicada al culto del Inmaculado Corazón de María, esta basílica fue construida en el siglo XX en Piazza Euclide.

## Historia
La construcción de la iglesia se inició en 1923, gracias a donaciones de la comunidad italocanadiense. Fue diseñada por el arquitecto Armando Brasini, quien le dio una planta de cruz griega inscrita en un círculo y una elaborada fachada. Con el tiempo el proyecto sufrió numerosas variaciones, sobre todo debido al elevado coste de los materiales, lo que llevó a Brasini a simplificar las formas.
En 1936 la cripta fue consagrada y encomendada a la congregación de los "Misioneros hijos del Sagrado Inmaculado Corazón de María", también llamados claretianos . En 1951 se terminó el tambor, que sustituyó a la gran cúpula prevista en el proyecto pero que nunca se construyó. Junto a la iglesia se construyó un gran edificio de varias plantas, destinado a oficinas parroquiales y a ofrecer refugio a los sacerdotes de la orden de San Antonio María Claret.
El Papa Juan XXIII la elevó al rango de basílica menor en mayo de 1959; en febrero de 1965 el Papa Pablo VI la convirtió en iglesia titular con el título de " Sagrado Corazón de María "el . La iglesia es también la sede parroquial, creada el 10 de mayo de 1936 por decreto del cardenal vicario Francesco Marchetti Selvaggiani Apostolica impulsus.
Monseñor Óscar Romero, arzobispo, mártir de El Salvador, proclamado santo el 14 de octubre de 2018, celebró allí su primera misa en 1942, recién ordenado sacerdote en el campus del Colegio Pío Latino.

## Descripción

### Exterior
En el exterior presenta un gran pronaos, sostenido por columnas de travertino y rematado por un frontón con la advocación de la basílica. A lo largo de todo el perímetro exterior de la grandiosa construcción, se encuentran 28 columnas toscanas. Los lados laterales y la parte exterior del ábside están amenizados por pilastras de travertino y hornacinas semicirculares vacías. De lo que debería haberse convertido en la grandiosa cúpula lo único que queda es la base del tambor de ladrillo con cuatro pequeñas ventanas cuadradas con marcos de mármol.

### Interior
El interior es una mezcla de cruz griega y cruz latina, con cuatro grandes capillas laterales y un gran nártex inicial. Las capillas, de planta octogonal y cada una iluminada por una linterna, están dedicadas a San José (primero a la derecha), al Santísimo Sacramento (segundo a la derecha), al sufragio perpetuo (primero a la izquierda) y a la Virgen. de Pompeya (segundo por la izquierda). En esta última capilla se exponen los bocetos de Brasini de las estatuas de los cuatro evangelistas que debían decorar el exterior de la iglesia, pero que nunca se construyeron. El baptisterio se sitúa al final del nártex, a la derecha, y alberga dos pinturas del armenio Gregorio Scilciano (1900-1985), que representan a San Juan Bautista bautizando a Jesús y a los Ángeles y el simbolismo bautismal.
El gran ábside es introducido por el arco triunfal sostenido por dos columnas corintias. En el centro del mismo se encuentra el altar mayor, coronado por un mosaico que representa el Corazón de María, flanqueado por dos ángeles de mármol de tamaño natural. El sagrario, de carácter monumental, reproduce la fachada de la basílica.
También en su interior se encuentran frescos del pintor romano Federico Morgante.
En la cripta se encuentran pinturas escénicas de Fulgenzio Martínez con la representación de diversos episodios del Nuevo Testamento .
En la basílica se encuentra el órgano de tubos Mascioni opus 689, construido en 1954 y colocado en tres nichos en el ábside, detrás del altar mayor. El instrumento, de transmisión eléctrica, tiene 49 registros; la consola tiene tres teclados y un pedal cóncavo-radial.